# Geografia Grecji

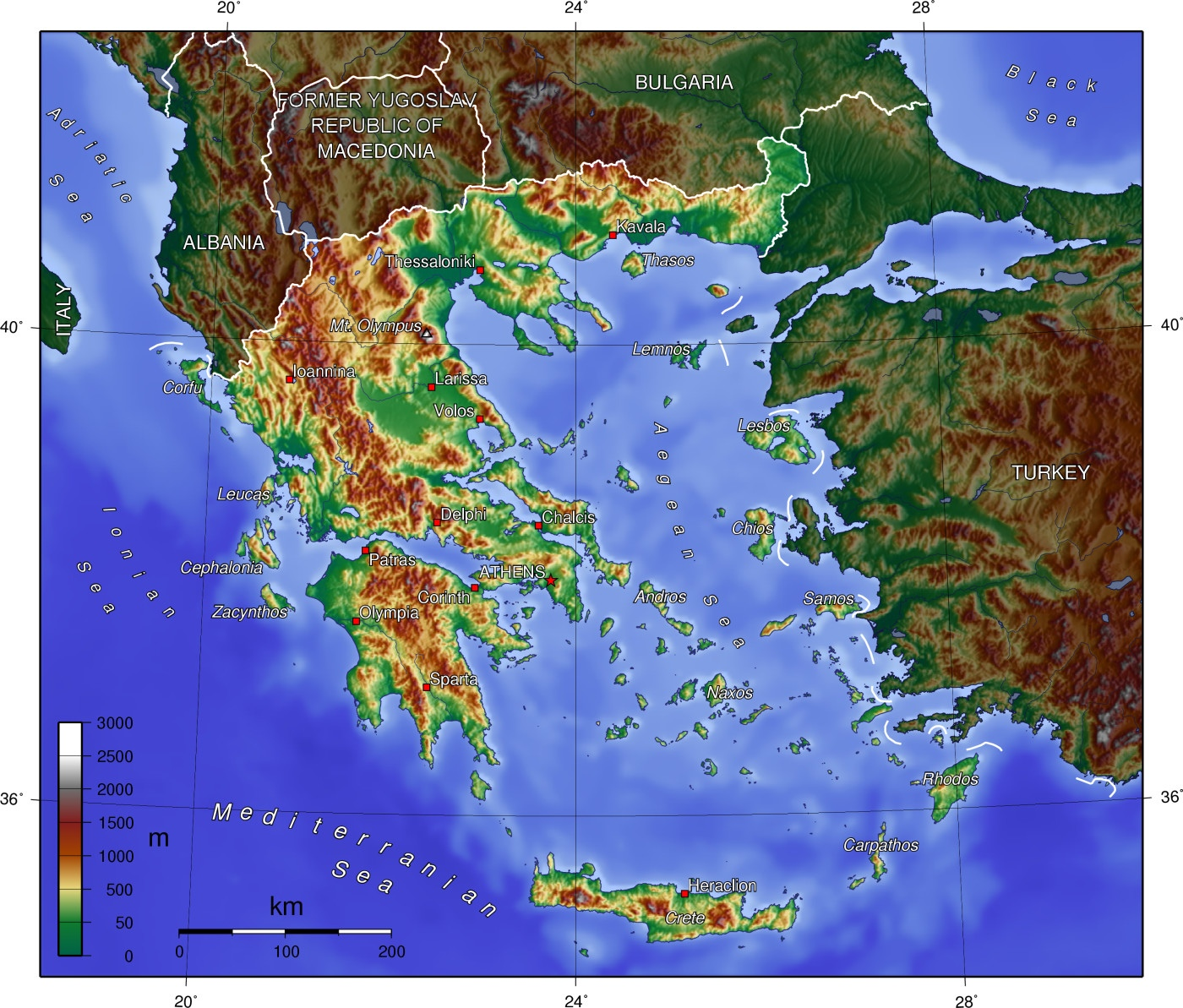
Mapa fizycza Grecji

Grecja – to kraj o urozmaiconej powierzchni leżący w Europie Południowej, a dokładnie jej południowo-wschodniej części. Grecja zajmuje południową część Półwyspu Bałkańskiego. Z trzech stron oblewają ją morza (Morze Jońskie od zachodu, Morze Śródziemne od południa, Morze Egejskie od wschodu i Morze Kreteńskie od północnej strony wyspy Kreta).

## Powierzchnia i granice

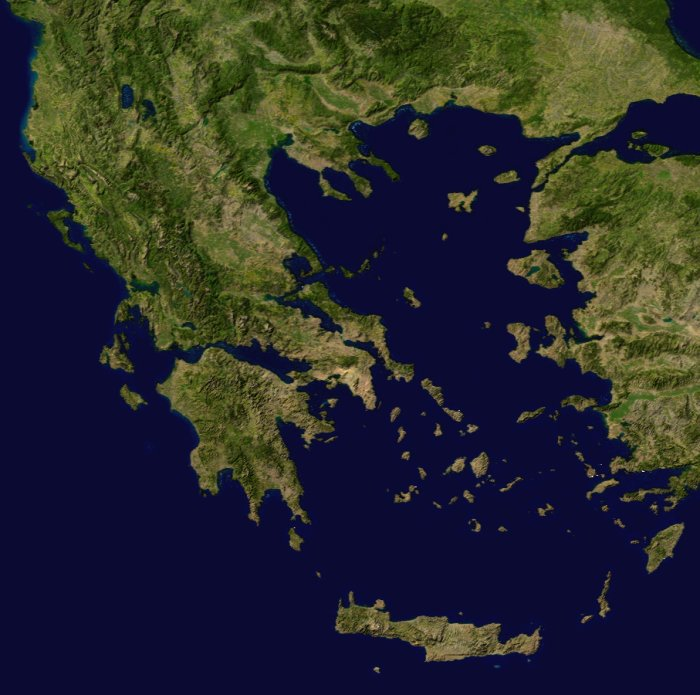
Grecja na fotografii satelitarnej

Powierzchnia – całkowita 131 990 km², a bez wysp 106 990 km²
Skrajne punkty: północny 41°45′N, południowy 34°58′N, zachodni 19°22′E, wschodni 41°45′E. Rozciągłość południkowa wynosi 800 km, zaś równoleżnikowa 560 km. Kontynentalna część Grecji to obszar o wymiarach 530 (południkowa) na 280 (równoleżnikowa).
Grecja graniczy z następującymi państwami:
- Albania – 282 km
- Bułgaria – 494 km
- Macedonia Północna – 238 km
- Turcja – 206 km

Linia brzegowa – 13 676 km (wraz z wyspami).

## Ukształtowanie poziome
Około 1/5 powierzchni całego kraju zajmują wyspy. Jest ich ok. 3 tys. (167 zamieszkanych). Największe skupisko wysp znajduje się na Morzu Egejskim, tworząc swoisty archipelag łączący Grecję z Turcją. Niektóre wyspy Grecji od lądu Azji Mniejszej dzielą niewielkie cieśniny. Największe wyspy Grecji to:
- Kreta (ok. 8260 km²)
- Eubea (ok. 3621 km²)
- Lesbos (ok. 1630 km²)
- Rodos (ok. 1400 km²)
- Chios (ok. 840 km²)
- Kefalinia (ok. 780 km²)
- Korfu (ok. 588 km²)
- Samos (ok. 480 km²)
- Naksos (ok. 430 km²)

oraz archipelagi:
- Wyspy Jońskie
- Cyklady
- Sporady Południowe i Północne

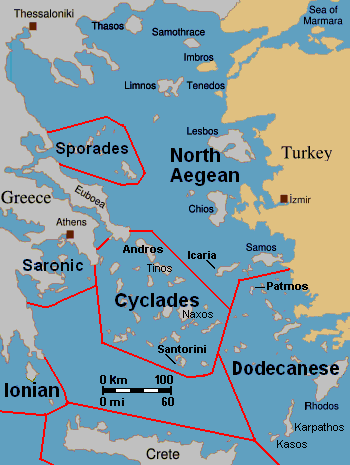
Greckie archipelagi

Linia brzegowa jest silnie rozwinięta. Grecja posiada liczne głębokie zatoki, takie jak największa z nich, Zatoka Koryncka, oddzielająca Peloponez na południe od reszty lądu. Poza zatokami linię brzegową urozmaicają półwyspy, często wysunięte głęboko w morze jak trzy półwyspy na południu Peloponezu, które sięgają od 30 do 50 km głąb Morza Śródziemnego. Brzeg morski Grecji ma głównie postać klifu oraz plaż występujących w mozaice z nimi, głównie na Peloponezie i wyspach Grecji (m.in. na Krecie). Wschodnie wybrzeże jest głównie usiane plażami i miejscowo występującymi klifami. Zachodni brzeg Grecji reprezentuje wybrzeże dalmatyńskie.

## Budowa geologiczna i rzeźba
81% powierzchni Grecji zajmują góry o średniej wysokości 1200–1900 m n.p.m., które przyjmują przebieg południkowy. Niewielkie obszary nizinne znajdują się w pobliżu wybrzeży, a są to Nizina Salonicka, Tracka, Tesalska oraz Argolidzka. Na zachodzie, od granicy z Albanią ciągną się południkowo fałdowe góry, które są przedłużeniem Gór Dynarskich. Góry te składają się kilkudziesięciu oddzielonych masywów, których najwyższym jest Pindos z górą Smolikas o wysokości 2637 m n.p.m. Najwyższe obszary górskie leżą w północno-wschodniej części wyspy, gdzie wznosi się słynny masyw Olimpu, który w mitach greckich był zamieszkiwany przez bogów. Olimp wznosi się na 2917 m n.p.m. Górzysty jest także Peloponez – najwyższy szczyt Ilias wznoszący się na 2404 m n.p.m. oraz wyspy z Kretą na czele. Na Krecie najwyższą górą jest Idi, której wysokość wynosi 2456 m n.p.m.
Góry na zachodzie Grecji, wieku alpejskiego, zbudowane są z wapieni i piaskowców. Na północnym wschodzie z Olimpem na czele tereny górskie wykształciły się w czasie orogenezy hercyńskiej i budują je skały krystaliczne z prekambru. Na Peloponezie występują formy krasowe. Góry na wyspach greckich to formacje głównie wulkaniczne, gdzie wznoszą się nieczynne wulkany. Jeden czynny wulkan Kajmeni znajduje się na wyspie Thira zwanej też Santoryn. Jego ostatni wybuch miał miejsce w 1951 r. Grecja jest obszarem aktywnym sejsmicznie. Gleby Grecji są w większości kamieniste i mało przydatne rolniczo. W dolinach górskich występują gleby alkaliczne, powstałe wskutek rozkładu skał wapiennych, na nizinach Macedonii i Tracji oraz w Attyce i na Nizinie Tesalskiej występują żyzne gleby aluwialne.
W skład Półwyspu Chaldyckiego wchodzą trzy wtórne półwyspy – Athos, Sithonia i Kasandra.

## Klimat

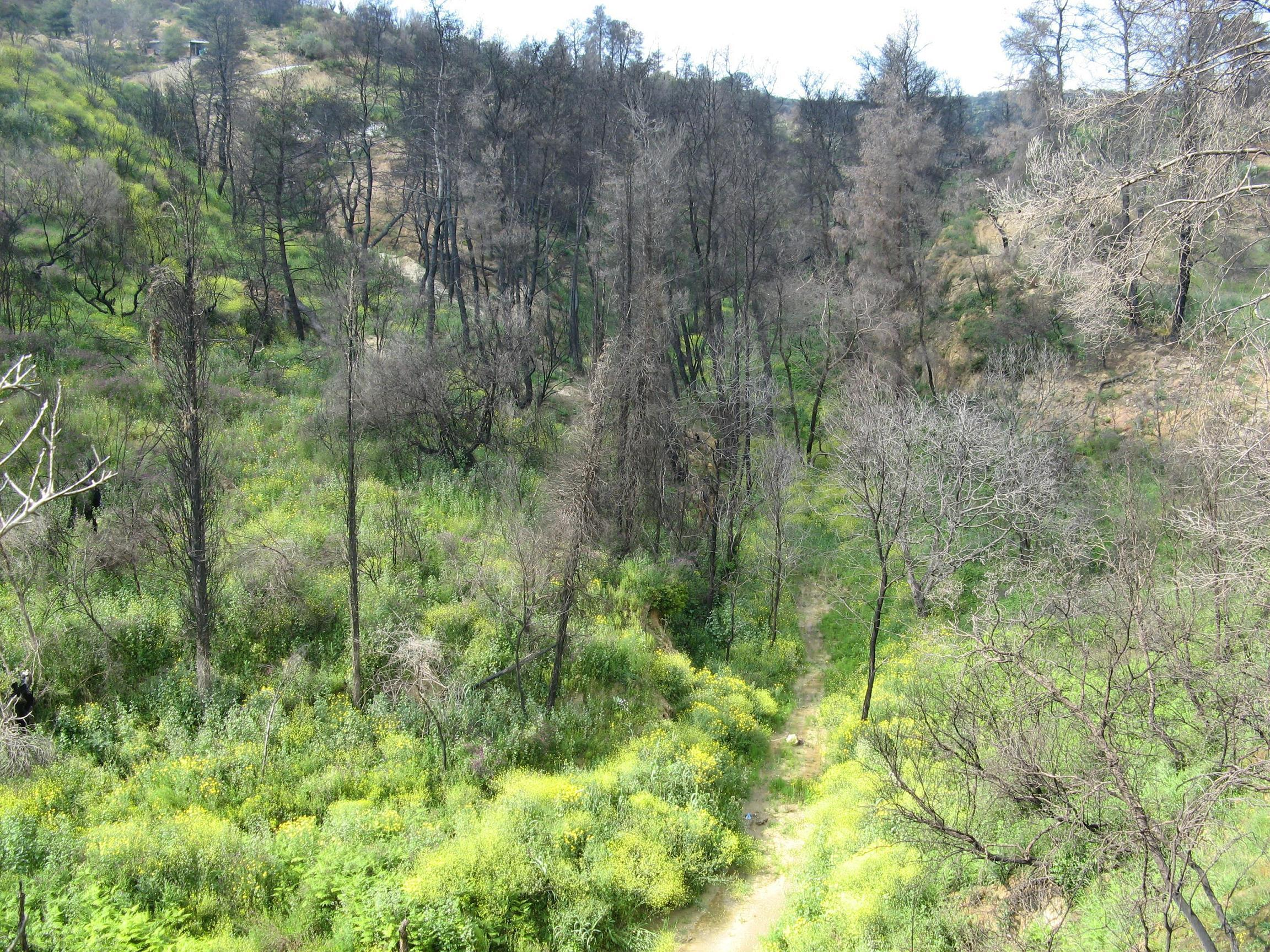
Las na północy kraju

W Grecji panuje klimat podzwrotnikowy śródziemnomorski, w którym charakterystyczne są długie, gorące i suche lata oraz łagodne i wilgotne zimy. Rozpiętość równoleżnikowa Grecji wynosi 6°, co sprawia, że różnice klimatyczne w południowej i północnej części kraju są znacznie widoczne. W górach zachodniej Grecji i na Peloponezie zimą występują dość obfite opady śniegu, natomiast dzięki wpływowi Morza Egejskiego temperatura na wyspach oraz wschodnim wybrzeżu jest stosunkowo wysoka. Latem w okolicach Aten jest bardzo ciepło, zimą natomiast często pada deszcz, a nawet śnieg.
Na północy zaznacza się dominacja klimatu podzwrotnikowego kontynentalnego – chłodniejszego i wilgotniejszego niż w reszcie kraju. Dzięki temu roślinność Tracji i Macedonii jest bogatsza niż w pozostałych regionach. Średnia temperatura w styczniu wynosi około 5–7 °C, zaś w lipcu około 25–27 °C. Średnia roczna temperatura Grecji Północnej wynosi 16 °C.
W Grecji Środkowej i Południowej średnia temperatura wynosi od 8–10 °C Celsjusza zimą do 27–28 °C latem (średnia roczna – 18 °C). Na najbardziej wysuniętych na południe wyspach (Rodos, Kreta) zimy są jeszcze łagodniejsze (13 °C), a lata gorętsze (29 °C). Średnia roczna temperatura na tych wyspach przekracza 19 °C. W 1977 r. w Atenach oraz w Elefsine zanotowano najwyższą (rekord wiarygodny) temperaturę w Europie: + 48 stopni Celsjusza w cieniu.
Opady są zróżnicowane. Na Wyspach Jońskich rocznie spada 1000 mm i więcej, a nawet do 2000 mm. Na wyspach Morza Egejskiego roczne opady sięgają 1000 mm. Całkiem odmienne wartości panują na kontynentalnej części Grecji. W górach Pindos na wschodzie średni opad to 400 mm, w stolicy kraju jest sucho i średnio w ciągu roku spada zaledwie 384 mm deszczu. Letnia susza trwa od dwóch miesięcy na zachodzie do pięciu na wschodzie. Z powodu braku opadów i wysokich na ogół temperatur w okresie letnim do częstych zjawisk katastrofalnych należą pożary lasów.

## Wody
Górzysty krajobraz Grecji sprawia, że rzeki są krótkie i pełne bystrzy i wodospadów. Nierównomierny rozkład opadów sprawia, że rzeki w kraju cechują się wysokim poziomem zmienności wodostanu. Na południu kraju wiele mniejszych rzek wysycha w okresie letnim. Na terytorium Grecji leżą ujściowe odcinki dużych rzek spływających z północy. Należą do nich: Ewros zwany Maricą, oraz Strimon zwany Strumą. W całości na obszarze kraju płyną rzeki: Aliakmon o długości 297 km i Pinios o długości 217 km. Rzeki w Grecji wykorzystuje się do produkcji energii elektrycznej i do nawadniania.
W granicach Grecji znajdują się dwa duże jeziora. Należą do nich Jezioro Prespa o powierzchni 288 km², przez jezioro przebiega granica Grecji, Albanii i Macedonii Północnej. Drugim akwenem Jezioro Dojran o powierzchni 41 km², przez jezioro przebiega granica Grecji i Macedonii Północnej. Jeziora Grecji to głównie zbiorniki pochodzenia tektonicznego, które mieszczą się w zapadliskach.

## Flora

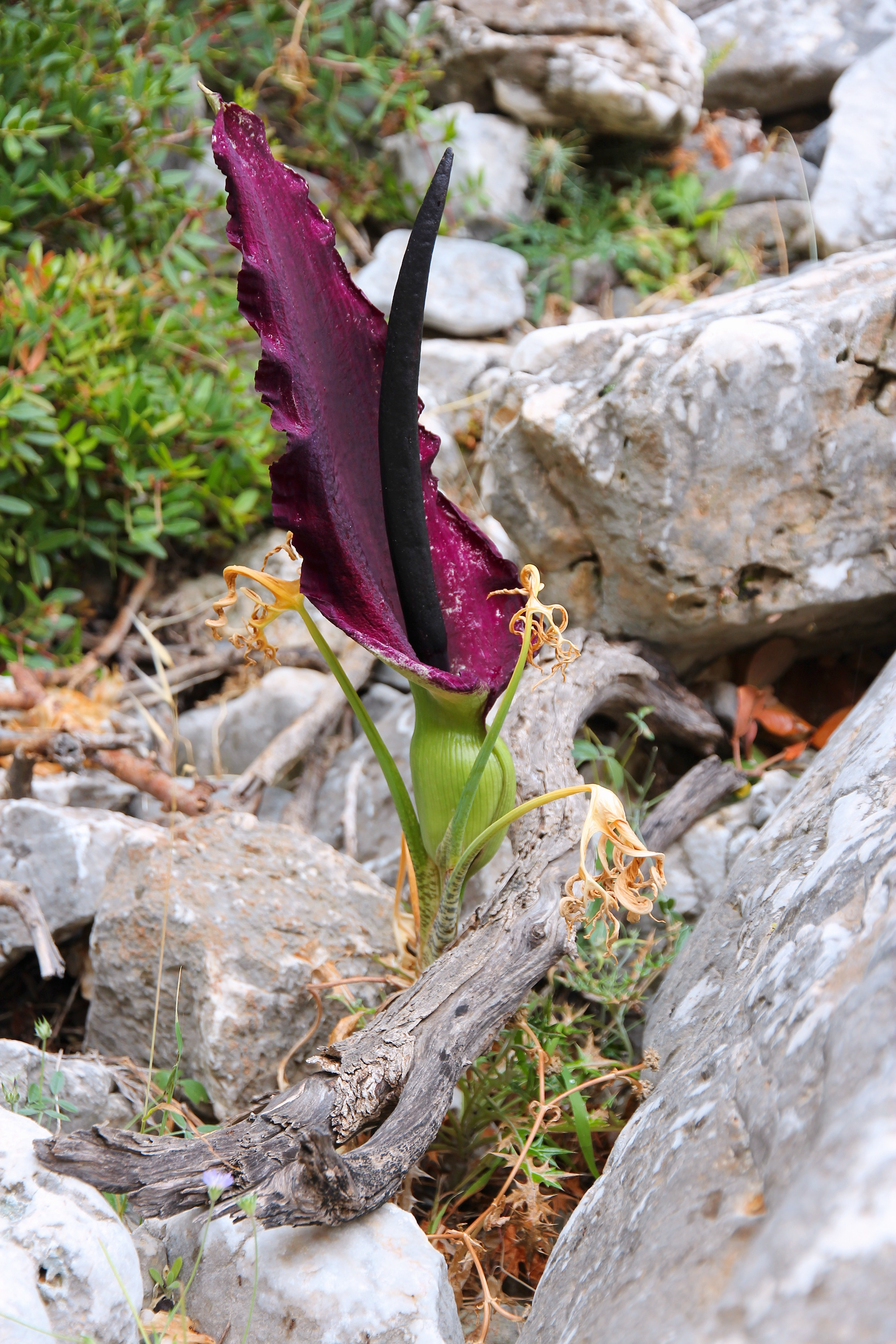
Drakunkulus zwyczajny na Krecie.

Pierwotna śródziemnomorska szata roślinna została silnie zmieniona przez działalność gospodarczą człowieka m.in. przez wyrąb lasów, wypas zwierząt. Obecnie lasy pokrywają 20% powierzchni kraju. Na południu kraju rosną dęby, kasztany jadalne i charakterystyczne dla klimatu śródziemnomorskiego – cyprysy. Obszary na których rosły lasy są albo zajęte przez tereny rolnicze, albo przez zbiorowiska krzewiaste zwane w Grecji lóngos. W kraju rosną twardolistne formacje leśno-krzewiaste; na obszarach wilgotniejszych – makia. W rejonach suchych rośnie frygana. Wzdłuż wybrzeży tereny porasta roślinność przywieziona z Ameryki: kaktusy, opuncje, agawy. Tereny leśne skupiają się głównie w górach na północy.
W górach występuje piętrowość roślinna. Do wysokości 600–700 m n.p.m. poza polami uprawnymi rosną gaje oliwne i roślinność twardolistna, gdzie warto wymienić takie gatunki jak: wawrzyn, oleander i mirt. Do 1000 m n.p.m. rosną lasy liściaste, zaś powyżej tej wysokości – lasy mieszane, gdzie występują buki, graby i sosny. Na wysokościach rzędu 1 800–2100 m n.p.m. rosną tylko lasy iglaste ze świerkiem i sosną. Powyżej granicy lasów występują łąki alpejskie. Częściowo użytkowane jako pastwiska.

## Fauna
W Grecji żyją zarówno gatunki typowe dla Europy Środkowej, jak i gatunki typowe dla Regionu Śródziemnomorskiego. W greckich lasach występują sarny, dziki i jelenie. Powszechne w kraju są płazy i gady, należą do nich żółwie greckie, różne gatunki jaszczurek oraz węże jak np. wąż Eskulapa. Do ptaków należą: pustułka, bocian, jerzyk, jaskółka, oraz liczne gatunki morskie. W wodach okalających Grecję występują makrele, ośmiornice i węgorze.